# Magurka (schronisko turystyczne)
Magurka – miejscowość o statusie schronisko turystyczne w Polsce położona w województwie śląskim, w powiecie bielskim, w gminie Wilkowice.
W latach 1975–1998 miejscowość administracyjnie należała do województwa bielskiego.
W miejscowość jest miejscowością podstawową ale nie samodzielną, przez co podstawą nazwy są Wilkowice. Znajdujące się  w miejscowości Schronisko PTTK na Magurce Wilkowickiej, ma adres Magurka Wilkowicka 7, 43-365 Wilkowice.